# Scuola bolognese (musica)
Nella Storia della Musica, col nome di Scuola bolognese s'intende il gruppo di compositori attivi a Bologna tra la seconda metà del Seicento e la prima del Settecento. Il periodo temporale delle vicende della Scuola è solitamente indicato come Barocco Bolognese - o Barocco Padano - e fece convergere sulla città anche musicisti di altra nascita. 
La Scuola Bolognese si affiancò a pieno titolo alle altre Scuole della grande tradizione musicale barocca in Italia: la Veneziana, la Romana e la Napoletana. I suoi più importanti esponenti furono Giovanni Battista Bassani, Maurizio Cazzati, Giovanni Paolo Colonna, Arcangelo Corelli, Petronio Franceschini, Domenico Gabrielli, Giuseppe Maria Jacchini, Giacomo Antonio Perti, Giuseppe Torelli, Giovanni Battista Vitali e Tomaso Antonio Vitali, il cui operato va associato alle tradizioni strumentali della Cappella musicale di San Petronio.

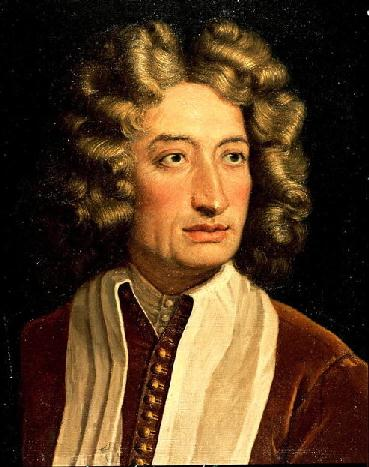
Arcangelo Corelli, figura fondamentale per lo sviluppo del Concerto grosso nella tradizione della musica barocca.

Influenti, per la prosperità della Scuola, furono anche istituzioni come l'Accademia Filarmonica di Bologna ed editori quali Giacomo Monti e la famiglia Silvani. Il nome della Scuola fu prevalentemente legato alla produzione di musica sacra e in particolare alla nascita e diffusione del Concerto, del Concerto grosso, del Concerto solista e della Sonata, favorendo la differenziazione di quest'ultima in Sonata da chiesa e Sonata da camera, generi in cui Giovanni Battista Vitali e Corelli si distinsero per originalità. 
La scuola eccelse nella scrittura per tromba e archi, insieme strumentale tipicamente bolognese e legato alla monumentali di San Petronio, ma fu soprattutto decisiva nello sviluppo della struttura del Concerto Solista, tradizionalmente inventato da Torelli come e perfezionato, sulle orme di Corelli, dalla Scuola Romana. 
Nell'ambito riconducibile alla Scuola Bolognese nacque poi una delle prime scuole violinistiche, quella di Arcangelo Corelli, che influenzò enormemente la tecnica dello strumento e la composizione per esso durante tutto il Settecento. 
Infine, l'esperienza di Giovanni Battista Martini, il musicista bolognese più famoso in assoluto del Settecento, può essere considerata un'ultima appendice della Scuola compositiva cittadina, che alla produzione martiniana conferirà i caratteri tipici di profondità contrappuntistica, classica forbitezza di stile ed eclettismo di indirizzi estetici.